# Peter Pan & Wendy
Peter Pan & Wendy è un film del 2023 diretto da David Lowery.
Prodotto dalla Walt Disney Pictures, è l'adattamento cinematografico dell'opera teatrale e romanzo Peter e Wendy di James Matthew Barrie e remake in live action dell'omonimo film d'animazione del 1953.

## Trama
Nella Londra edoardiana in una notte temporalesca Wendy Darling trascorre la sua ultima notte a casa con i suoi genitori, George e Mary e i suoi due fratelli minori, John e Michael, prima di andare in collegio il giorno successivo. La giovane non è contenta della sua partenza e dice a sua madre che non vuole crescere. Più tardi quella notte, Peter Pan appare nella scuola materna dei Darling. Avendo sentito parlare del desiderio di Wendy, afferma di essere venuto per portarla all'isola che non c'è dove non dovrà mai crescere. Con l'aiuto della compagna e amica di Peter, la fata Trilli, Wendy, John e Michael volano tutti sull'Isola che non c'è.
All'arrivo vengono attaccati da una nave di pirati, guidati da Capitan Uncino che vuole vendicarsi di Peter per avergli tagliato la mano destra e averla lanciata a un coccodrillo. Quest'ultimo e il suo primo ufficiale il signor Spugna, sparano contro di loro con un cannone facendoli cadere dal cielo e Wendy viene separata da Peter e dai suoi fratelli. Successivamente incontra Giglio Tigrato e i bimbi sperduti e assiste ai pirati che catturano John e Michael. Uncino e il suo equipaggio li portano alla Roccia del Teschio e li incatenano a una roccia per annegare a causa della marea crescente. Peter combatte con il Capitano, mentre Wendy, Giglio Tigrato e  i bimbi sperduti salvano John e Michael. Uncino e i pirati vengono infine scacciati dal medesimo coccodrillo che aveva mangiato la mano al capitano. Peter è orgoglioso della sua vittoria, ma Wendy lo schiaffeggia rimproverandolo per essere spericolato e i Bimbi Sperduti le spiegano  che fa così perché ha una storia complicata con Capitan Uncino.
Ritirandosi nel nascondiglio di Peter, Wendy canta una ninna nanna ai bimbi sperduti che rivela accidentalmente la loro posizione ai pirati. La giovane apprende da Peter che Capitan Uncino era una volta il suo migliore amico noto come James, fino a quando non ha lasciato l'isola che non c'è ed è cresciuto fino a diventare un pirata. L'equipaggio di Uncino cattura i bimbi sperduti e i bambini Darling, mentre il Capitano attacca Peter il che lo fa apparentemente cadere verso la morte. Uncino rivela a Wendy che il motivo per cui ha lasciato l'isola che non c'è è perché gli mancava sua madre e voleva trovarla. Alla fine si è perso in mare ed è stato salvato da Spugna e dai pirati, che lo hanno allevato. Quando è tornato all'isola che non c'è, Peter non poteva accettare il suo cambiamento e i due sono diventati nemici.
Mentre Giglio Tigrato trova Peter e lo cura per rimetterlo in salute, Uncino costringe Wendy a camminare sull'asse ma lei vola via all'ultimo minuto con la polvere di fata di Trilli e il felice pensiero di voler crescere. Quest'ultima quindi diffonde polvere di fata sulla nave per sollevarla in aria, consentendo ai bimbi sperduti di liberarsi e combattere i pirati. Peter arriva per affrontare Uncino e dopo un lungo duello, finalmente si scusa con lui per essere stato un cattivo amico. Quando Wendy gira la nave sul dorso il che fa cadere i pirati, Peter tenta di salvare Uncino incoraggiandolo a volare, ma senza pensieri felici cade in mare. Successivamente i bimbi sperduti decidono che vogliono tutti una vera casa quindi tornano a Londra sulla nave con John, Michael e Wendy.
Arrivata a casa quest'ultima presenta i bimbi sperduti ai suoi genitori, poi parla con Peter sul tetto della loro casa. Quest'ultimo rivela che la casa dei Darling era la sua vecchia casa, finché un giorno a causa di un rimprovero di sua madre è scappato e non è più tornato. Wendy gli suggerisce di restare, dicendo che crescere potrebbe essere la sua più grande avventura, ma Peter sente di non essere pronto. Dice addio alla ragazza e ai bimbi sperduti e torna all'isola che non c'è con Trilli.
Nel regno, si scopre che Spugna e Uncino sono entrambi sopravvissuti alla caduta. Quest'ultimo alza gli occhi al cielo e vede Peter tornare sulla nave, facendolo sorridere felice.

## Personaggi
- Wendy Moira Angela Darling: la protagonista del film, è una ragazza figlia di George e Mary Darling, anche lei ha paura di crescere dato che tra poco andrà in collegio.
- Peter Pan: Il coprotagonista del film, vive sull'Isola che non c'è, ha la capacità di volare e si rifiuta di crescere.
- Capitan James Uncino: L'antagonista principale del film. Cerca vendetta contro Peter Pan per avergli tagliato una mano in passato e averla data in pasto ad un coccodrillo, che ha sostituito in seguito con un uncino; verso metà film, si scopre che lui è stato il primo bimbo sperduto a giungere sull'isola insieme a Peter Pan e che lui e il protagonista in passato erano grandi amici.
- Trilli: Una fatina amica di Peter, ha il potere di far volare le cose con la polvere magica.
- John Darling: Il fratello di Wendy, indossa degli occhiali e un cappello a cilindro.
- Michael Darling: Il fratello più piccolo di Wendy, porta sempre con sé un orsetto di pezza chiamato Mr. Orso.
- Spugna: Il fedele nostromo di Uncino, nonché colui che lo ha salvato e cresciuto da piccolo.
- Bimbi sperduti: i fedeli amici di Peter Pan, dei bimbi e delle bimbe senza genitori raccolti dal protagonista e portati sull'Isola che non c'è, alla fine del film verranno tutti adottati dalla famiglia Darling. Si chiamano: Nibs, Tootles, Bellweather, Birdie, Curly, Slightly, Tudy e Rudy.
- Giglio Tigrato: la saggia principessa di una tribù indiana che vive sull'isola che non c'è; ha un cavallo bianco, si occupa dei Bimbi Sperduti e considera Peter Pan un fratello minore.
- Coccodrillo: Il coccodrillo che divorò la mano ad Uncino quando Peter la tagliò, il rettile va in cerca del pirata per sbranare anche il resto dell'uomo, però il capitano sa quando arriva perché in passato ingoiò anche una sveglia ticchettante; ciò gli permette di fuggire prima che arrivi. Appare solamente in una scena, in cui attacca Uncino interrompendo il duello nella roccia del teschio, alcune rocce cadono su di lui mentre cerca di divorarlo e poi rimane incastrato e forse muore.
- Nana: Il cane della famiglia Darling.
- Mary Darling: La comprensiva madre di Wendy.
- George Darling: Il severo padre di Wendy.

## Produzione

### Sviluppo
Nell'aprile 2016, la Walt Disney Pictures annunciò che stava sviluppando un adattamento live-action del film d'animazione del 1953, Le avventure di Peter Pan. David Lowery fu scelto come regista, con una sceneggiatura scritta insieme a Toby Halbrooks. La coppia aveva già lavorato insieme al remake del 2016 di Elliott, il drago invisibile della Disney. Jim Whitaker fu scelto come produttore del progetto.
Nel febbraio 2018, Whitaker dichiarò che la sceneggiatura stava entrando nelle prime fasi di sviluppo. Il regista affermò che il progetto era per lui molto personale, dichiarandosi un fan dell'originale. Confermò inoltre che il nuovo adattamento avrebbe dovuto cambiare alcuni elementi per evitare gli stereotipi razziali presenti nel film originale.
Nel 2020, il film fu ufficialmente intitolato Peter Pan & Wendy. Joe Roth si unì al team di produzione del film come produttore aggiuntivo.

### Casting
Alexander Molony e Ever Anderson furono scritturati rispettivamente come Peter Pan e Wendy Darling nel marzo 2020. Nel luglio dello stesso anno, Jude Law aveva iniziato i primi negoziati per interpretare Capitan Uncino. L'attore fu confermato a settembre, con Yara Shahidi scritturata per interpretare Trilli. Nel mese di ottobre 2020, Alyssa Wapanatâhk è stata confermata per interpretare Giglio Tigrato. Nel gennaio 2021, Jim Gaffigan si è unito al cast come Spugna. Il 16 marzo 2021, Alan Tudyk, Molly Parker, Joshua Pickering e Jacobi Jupe sono stati annunciati come interpreti dei restanti membri della famiglia Darling.

### Riprese
La produzione per Peter Pan & Wendy ebbe luogo a Vancouver, nella Columbia Britannica. L'inizio delle riprese era previsto originariamente per il 17 aprile 2020 e la fine per agosto 2020, ma sono state ritardate a causa della pandemia di COVID-19. Le riprese sono iniziate ufficialmente il 16 marzo 2021(insieme al remake di Pinocchio) Ulteriori riprese sono state effettuate nella penisola di Bonavista di Terranova e Labrador, nell'agosto 2021. Le riprese aggiuntive sono terminate nel febbraio 2022.Le prime immagini del film sono state pubblicate a marzo 2021 e poi a dicembre 2022.

### Effetti speciali
Gli effetti visivi sono stati gestiti da Framestore e DNEG.

## Promozione
Il primo trailer del film è stato pubblicato il 28 febbraio 2023.Mentre il secondo trailer il 10 aprile 2023.

## Distribuzione
Il film era stato originariamente previsto per essere distribuito al cinema, fino a quando nel dicembre 2020 il film è stato ufficialmente annunciato come un'esclusiva Disney+ a causa della pandemia di COVID-19.
Il film sarebbe dovuto uscire nel 2022, ma durante il D23 viene annunciato che il film era stato rimandato per l'anno successivo.
Il film è disponibile dal 28 aprile 2023 sulla piattaforma di streaming Disney+.

## Accoglienza

### Critica
In generale, l'accoglienza della critica è stata abbastanza positiva; su Rotten Tomatoes il film ha un indice di gradimento del 64% su 149 recensioni, il consenso critico cita: «La fedeltà obbligatoria di Peter Pan & Wendy al classico animato gli impedisce di raggiungere il nirvana dell'Isola che non c'è, ma la direzione pensierosa di David Lowery conferisce a questa interpretazione un po' della sua magia». Il film è stato vittima di review bombing su siti come IMDb e Rotten Tomatoes.

## Prequel/spin-off
La Disney starebbe realizzando un film prequel/spin-off in live action sul film animato del 2008 sul personaggio di Trilli del film originale, dal titolo Tink. Ad oggi, tuttavia, non sono pervenuti ulteriori aggiornamenti circa la produzione dell'opera.